# Bleach (mangá)
Bleach, em inglês (ブリーチ, Burīchi; em japonês; li. lixívia) é uma série de mangá escrita e ilustrada pelo mangaká japonês Tite Kubo (久保 帯人), que segue as aventuras de Ichigo Kurosaki que após ganhar os poderes de um Deus da Morte (shinigami), através da Deusa da Morte Rukia Kuchiki, é forçado a guiar as almas ao mundo pós-vida Soul Society e a derrotar os Hollows (criaturas espirituais mascaradas malignos) que tentam devorá-las.
Bleach teve os capítulos serializados na revista semanal Weekly Shōnen Jump entre agosto de 2001 e agosto de 2016, com os capítulos compilados em 74 volumes e publicados pela editora Shueisha em formato tankōbon. A série deu origem a uma franquia de mídia que inclui uma série de anime que foi produzida pelo Studio Pierrot e transmitida no Japão entre 2004 até 2012, dois episódios OVAs, quatro filmes de animação, dez musicais de rock, vários jogos eletrônicos, assim como muitos outros tipos de mídias relacionadas com Bleach. Uma adaptação do mangá em filme live-action foi lançada em 20 de julho de 2018 no Japão. O anime foi transmitido no Brasil nas emissoras Animax, Sony Spin, e na PlayTV e no serviço de streaming Claro Vídeo. Em Portugal, foi transmitido com dobragem portuguesa na SIC K e mais tarde na SIC Radical.
Tanto o anime quanto o mangá de Bleach alcançaram um grande sucesso dentro e fora do Japão. Em 2005, o mangá obteve o prêmio Shōgakukan na categoria shōnen. Bleach vendeu mais de 87 milhões de cópias no Japão. Entre os críticos, Bleach é mais elogiado pelas suas cenas de ação e pela arte, mas criticado pela sua quantidade excessiva de personagens e elementos do enredo.

## História

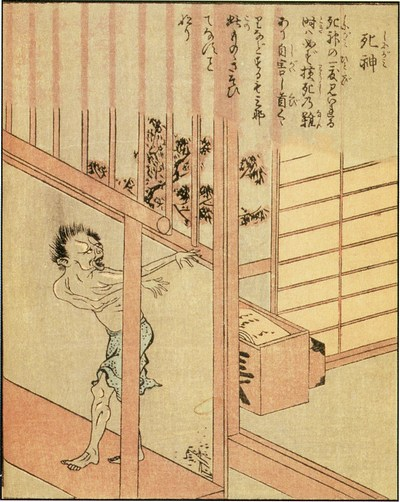
Representação artística de um exemplo de um shinigami no livro Ehon Hyaku Monogatari, usado como inspiração para a criação dos shinigamis da série.

Ichigo Kurosaki é um estudante de 15 anos que tem uma estranha capacidade de ver, tocar e falar com espíritos. Numa noite, Ichigo encontra uma shinigami — personificação japonesa do deus da morte que tem como objetivo purificar entidades malignas— chamada Rukia Kuchiki, e esta surpreende-se por ele a conseguir ver. A conversa entre os dois acaba sendo interrompida pela aparição de um Hollow, entidade espiritual maligna. Rukia é gravemente ferida ao tentar proteger Ichigo, e então, como último recurso, decide transferir parte dos seus poderes espirituais para o jovem, para que este seja capaz de enfrentar o Hollow. Porém nem tudo sai como ela esperava, pois Ichigo absorve na sua totalidade os poderes da Rukia devido ao seu elevado poder espiritual, e derrota com facilidade o espírito maligno. No dia seguinte, Rukia aparece na escola de Ichigo, como uma humana de aparência normal, usando um gigai (material que permite os espíritos poderem conviver no mundo humano sendo vistos e podendo tocar objetos). Rukia então, ao ver que Ichigo é um bom rapaz, decide explicar tudo pra ele, o que ela era, sua principal missão (purificar Hollows) etc, e explica que devido ao fato de Ichigo ter absorvido todos os seus poderes, ela não poderia voltar ao mundo pós-morte (Soul Society ou Sociedade das Almas em português), local onde as almas dos humanos e Hollows vão quando morrem, e é neste local onde fica o Gotei 13, ou os 13 esquadrões de guardas da corte, organização onde vivem os Shinigamis, responsáveis por guiar as almas dos humanos e Hollows neste local, por purificar Hollows e manter o equilíbrio entre o mundo espiritual e o humano. Isso até ela recuperar totalmente sua força de shinigami.
Meses depois, os membros da Soul Society são informados que Rukia havia entregado seus poderes de Shinigami a um humano, um fato devidamente proibido. Com isso, eles enviam shinigamis de alta patente para prendê-la e julgá-la posteriormente pelos atos cometidos. Ichigo não consegue evitar a captura de Rukia, mas junto de seus amigos da escola que após uma série de eventos passam a também possuir poderes espirituais, chamados Orihime, Sado e Uryuu (que na verdade é um Quincy, uma raça humana com poder espiritual que tem uma rixa com Shinigamis e que mata os Hollows, causando desequilíbrio nos mundos), decide sob a orientação de Yoruichi Shihōin, ser enviado à Soul Society com ajuda de Kisuke Urahara -ambos ex-shinigamis, com este último se tornando mestre de Ichigo- para resgatar Rukia. Lá, Ichigo e os outros lutam contra a elite militar de shinigamis (o Gotei 13) com o auxílio de novos aliados e finalmente depois de muito esforço, conseguem impedir a execução de Rukia.
No final destes eventos, é revelado que a execução de Rukia e a tentativa de resgate da mesma foram devidamente planejadas por Sōsuke Aizen, um dos 13 capitães shinigamis, o qual acreditava-se ter sido assassinado no meio da invasão de Ichigo e os outros da sociedade das almas. Aizen tinha planejado tudo cautelosamente para tomar o controle da Soul Society, traindo seus companheiros e aliados do Gotei 13. Aizen então, levando junto com ele alguns Shinigamis também traidores do Gotei 13, ascende até o Hueco Mundo, lugar onde habitam os Hollows, convertendo-se assim no principal antagonista da série.
Ao perceber a farsa planejada por Aizen, Ichigo se alia com os seus até então inimigos da Soul Society. Tempos depois, aparecem novos inimigos, os chamados Arrankars, espécie evoluída de Hollows enviada por Aizen para atacar a cidade de Karakura, lar de Ichigo e os outros, cabendo a ele e seus companheiros lutarem contra eles. Nesta fase da história é revelado que Kurosaki Isshin, o pai de Ichigo, é um Shinigami, e que apenas Kon (bicho falante de Ichigo) e Urahara sabiam. Porém o plano de Aizen era outro, de utilizar esses Hollows conhecidos por Arrankars para raptar a amiga de Ichigo, Orihime Inoue, devido ao fato de Orihime ter grandes poderes fundamentais para Aizen concretizar seu plano de se tornar um ser supremo e destruir a sociedade das almas, tendo o objetivo de forjar a chave espiritual capaz de abrir os portões do palácio do Rei Espiritual, senhor e criador da Soul Society, obtendo assim,o controle de todos os mundos. Posteriormente, Ichigo e os outros resolvem invadir o Hueco Mundo para resgatar Orihime, mas para isso terão que enfrentar os Arrankars mais poderosos de Aizen, conhecidos como Espadas. Após inúmeras batalhas sangrentas e com a ajuda dos membros do Gotei 13, que foram enviados ao Hueco Mundo para auxiliar os protagonistas, os 10 espadas são derrotados, e Ichigo, após ter resgatado sua amiga Orihime do Hueco Mundo e ter lutado contra os Espadas, decide ir até seu interior para aprender uma técnica definitiva e finalmente derrotar Aizen. Uma vez que Ichigo fez uso de todos os seus poderes de Shinigami para derrotar Aizen, ele voltou a ser um simples humano, perdendo assim todas as suas habilidades.
1 ano e 5 meses depois, Ichigo conhece um grupo de humanos com habilidades especiais, cujo nome é Xcution e descobre que seu amigo Yasutora Sado entrou para o grupo, formado por Fullbringers, humanos que adquiriram poderes, pois cada um possui pais que sobreviveram a um ataque Hollow antes de nascerem, fazendo assim com quem obtivessem poderes espirituais. Ichigo se submete a um árduo treinamento para recuperar seus poderes de Shinigami. Primeiramente, ele consegue desenvolver seus próprios poderes Fullbring, após o aparecimento de Shūkurō Tsukishima, antigo líder da Xcution e aparente antagonista no momento. Não o bastante, depois de Ichigo conseguir completar suas habilidades como Fullbring, descobre-se que o verdadeiro líder da Xcution é Kūgo Ginjō, ex-shinigami substituto cujo plano era treinar Ichigo para logo após isto absorver seus grandes poderes. Assim como Ichigo, Sado não estava ciente das intenções malignas do líder do Xcution. Com a ajuda da Soul Society, Ichigo trava uma batalha que dá fim a Kūgo e seus planos, e com isso, ele consegue recuperar suas habilidades perdidas.
Um tempo depois, um exército composto por Quincies invadiu e conquistou o Hueco Mundo e fez de prisioneira Tier Halibel, ex-espada de nº3 e nova Rainha do Hueco Mundo. Estes forçam os Arrankars a serem seus meros soldados e começam a exterminar os Hollows do Hueco Mundo e do Mundo dos Vivos, trazendo desequilíbrio ao Mundo Espiritual. São liderados por "Yhwach", filho do Rei Espiritual e ancestral de todos os Quincies que, acompanhado de sua elite militar Quincy (os Stern Riters), declara guerra à Soul Society e aos seus Shinigamis. Na invasão Quincy a Soul Society, vários Shinigamis notáveis acabam falecendo. No meio desta guerra entre Quincys e Shinigamis, Ichigo descobre que sua mãe era uma Quincy e que portanto é um mestiço de Shinigami com Quincy, além de descobrir o motivo dela ter morrido e também que seu amigo Uryuu Ishida se uniu aos Vandereich. Por algum motivo Yhwach quer destronar o seu pai, o Rei Espiritual, que após conseguir realizar tal feito por matar seu pai e absorver seus restos, Yhwach revela seu real objetivo: Destruir a Soul Society, o Hueco Mundo e o Mundo Humano da existência e criar um mundo novo a partir da destruição e da ruina eterna que ele ira causar nos três mundos onde apenas ele seja o único ser a viver neste novo mundo e se tornando no rei supremo de tudo, eliminando completamente da existência tudo aquilo que ameace a existência dele que são os Hollows, as almas na Soul Society, os Shinigamis, toda a raça humana, e mesmo até as suas crianças, os Quincies. Durante sua luta contra Yhwach, Ichigo perde seu poder Quincy e o poder do Hollow dentro dele que são absorvidos pelo vilão. Mas com a ajuda de novos aliados, Ichigo enfrenta Yhwach mais uma vez e corta-o em dois depois de receber a ajuda do agora livre Aizen. Anos mais tarde, Ichigo se casa com Orihime e eles têm um filho, Kazui, que está treinando para se tornar um Shinigami como ele.

## Elementos da história
A série se passa em um universo fictício no qual os personagens são divididos em diferentes raças fictícias. Todas estas raças são seres humanos, a qual ao partir do momento de suas mortes, podem ou não descansar em paz. Almas que conseguem descansar em paz são enviadas para a Soul Society por um shinigami, onde vivem por longos períodos de tempo até o momento da reencarnação em um novo corpo. Aquelas que não descansam em paz, às vezes são devoradas por hollows, que, em seguida, são levadas para o Hueco Mundo para se transformarem em um deles. Além disso, alguns dos personagens humanos da série têm capacidades sobrenaturais, pois possuem um nível elevado de Reiatsu (霊圧)—Energia Espiritual—. Inicialmente, alguns amigos de Ichigo não tinham poderes, mas uma vez que ele absorveu os poderes da Rukia e interagiu com eles, eles começaram a liberarem habilidades únicas que mais ninguém tem, e dos quais eram desconhecidos.

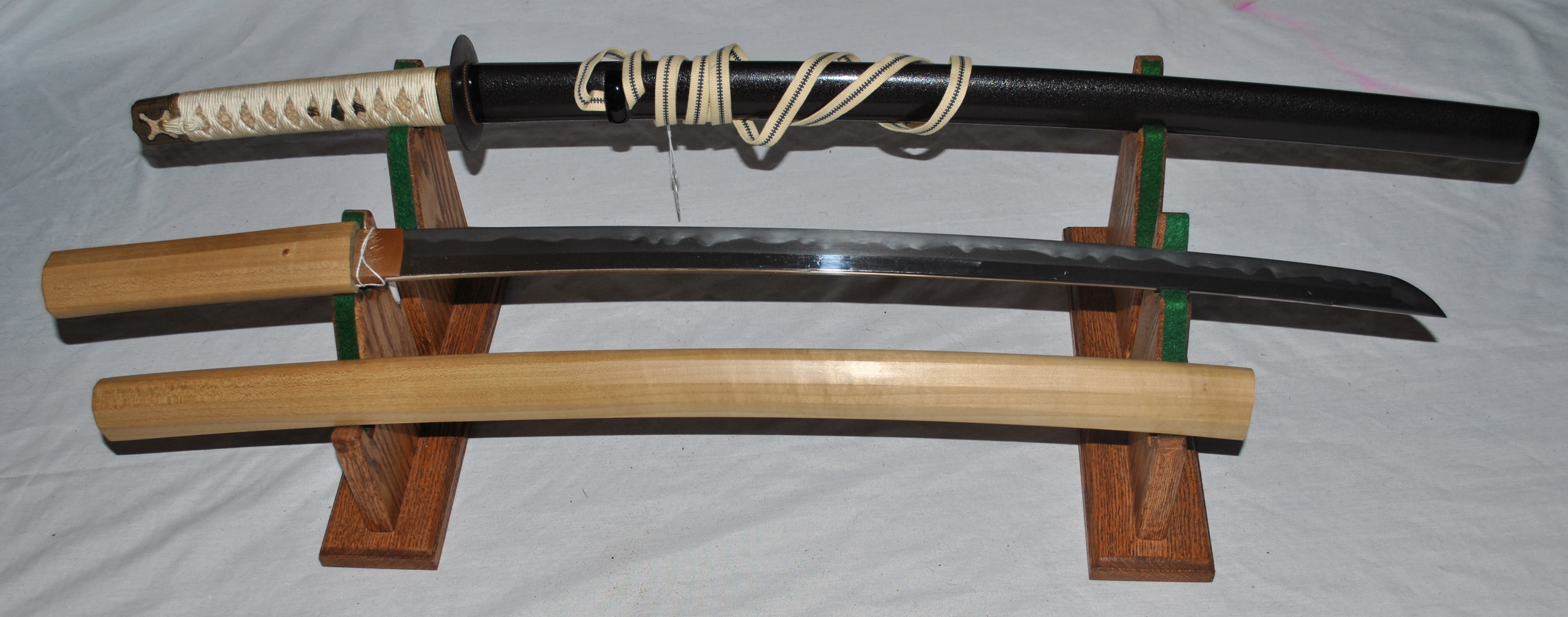
Imagem de algumas katanas, que são similares as zanpakutōs utilizadas na série.

Em Bleach, além dos seres humanos que são pessoas normais e que não podem ver ou interagir com os espíritos, existem quatro tipos principais de raças, como os shinigamis (死神; literalmente, deuses da morte, também conhecidos como "ceifadores de almas" na dublagem brasileira.) que são responsáveis por proteger as boas almas dos hollows, e para isso eles usam feitiços chamados de kidō (鬼道; literalmente, "magia demoníaca") ou usam a zanpakutō para purificá-los e, por sua vez, enviar outras almas para descansarem em paz; outros artefatos como os gigai (義骸; literalmente, "esqueleto da justícia"), que permitem que outros shinigamis tenham um corpo temporário no mundo humano. Por outro lado, os hollows (ホロウ, horō; literalmente, "vazio") são espíritos corrompidos que ficam viajando para o mundo humano para se alimentarem de almas que ficam lá. Mais tarde, aparecem os arrancars (アランカル, arankaru), que são aqueles hollows que conseguiram tirar parte de sua máscara, assim, obtém poderes semelhantes aos dos shinigamis. Por último, tem os quincys (滅却師, kuinshī; literalmente, "destrutor") um clã de seres humanos que durante muitos séculos se tornaram seres espirituais para derrotarem os hollows. Além disso, no desenvolvimento da história são revelados novos seres, um deles são os vizard (仮面の軍勢, vaizādo; literalmente, "soldados mascarados") um grupo de shinigamis que conseguiram modificar os poderes de um hollow, e as almas modificadas (改造魂魄, kaizō konpaku) que são almas artificiais criadas por pesquisadores da Soul Society. Também, existem pessoas como os fullbring, que possuem poderes especiais através de uma ferramenta chamada fullbring (完現術（フルブリング）, Furuburingu; literalmente, "Demonstração final da arte"), uma habilidade que consiste em extrair almas de objetos e usá-los principalmente como uma arma.
Por outro lado, devido eles serem de diferentes raças, vivem em mundos totalmente diferentes. Os seres humanos que aparecem na série são residentes de um Japão moderno. Enquanto os shinigamis vivem no Seireitei (瀞霊廷; literalmente, "corte das almas puras"), localizado no centro da Sociedade de Almas (尸魂界, Sōru Sosaeti), e as almas que morrem são enviadas para a Rukongai (流魂街; literalmente, "cidade dos espíritos vagos"), composta por oitenta distritos. Os hollows vivem no Hueco Mundo (虚圏, Weko Mundo), onde a energia espiritual é escassa, então por isso que eles viajam para o mundo humano para se alimentarem.

## Personagens principais
A seguir, estão brevemente descritos os principais personagens e os dubladores da versão original japonesa e os dubladores brasileiros de Bleach:
- Ichigo Kurosaki (黒崎一護, Kurosaki Ichigo)

É o protagonista de Bleach. Ichigo é um estudante do ensino médio que tem a capacidade de interagir com os espíritos. Mais tarde, ele foi forçado a se tornar um shinigami substituto, logo após absorver involuntariamente a maior parte dos poderes da shinigami Rukia Kuchiki. Com o fim dos eventos Quincy na sociedade das almas, ele se casa com Orihime e tiveram um filho chamado Kazui e agora vive trabalhando em um hospital. O personagem é dublado na versão japonesa do anime por Masakazu Morita e Yuki Matsuoka (criança), e na versão brasileira por Fábio Lucindo.
- Rukia Kuchiki (朽木 ルキア, Kuchiki Rukia)

É uma shinigami que foi enviada para a cidade de Karakura para eliminar todos os hollows daquele lugar. Apesar de sua aparência física ser parecida de um adolescente, na verdade ela é mil anos mais velha do que Ichigo. No início da história, Rukia é forçada a transferir seus poderes para Ichigo e, portanto, assumiu um estilo de vida temporário como um ser humano normal para ensiná-lo a usar seus poderes de shinigami até que ela pudesse recuperar o seu e, assim, deixar o seu mundo. Com o fim dos eventos da invasão dos Quincy, ela termina se casando com Renji e tiveram uma filha chamada Ichika. Apesar de sua patente, costuma também usar o sobrenome Kuchiki depois de se tornar capitã da 13.ª divisão. O personagem é dublado na versão japonesa do anime por Fumiko Orikasa e por Tatiane Keplmair na versão brasileira.
- Orihime Inoue (織姫黒崎, Inoue Orihime)

É uma colega de classe de Ichigo, ligada a ele por sua amiga Tatsuki Arisawa. Ela é uma órfã e foi criada por seu irmão mais velho, Sora. No entanto, ele morreu em um acidente de carro, deixando-a completamente sozinha. Inicialmente, ela não dispunha de poderes espirituais, mas no decorrer da série desenvolveu sua consciência espiritual, obtendo poderes únicos e que eram desconhecidos através de uma presilha que ela recebeu de seu irmão. Embora não seja um shinigami, ela tem poderes curativos e pode criar escudos bastante fortes. Com o fim dos eventos Quincy na sociedade das almas, ela se casa com Ichigo e tiveram um filho chamado Kazui, que desempenha as funções do pai. Ela ajuda Ichigo no hospital onde vive atualmente. O personagem é dublado na versão japonesa do anime por Yuki Matsuoka, e por Melissa Garcia e Luisa Porto na adaptação brasileira.
- Uryū Ishida (石田雨竜, Ishida Uryū)

É um Quincy, descendente de uma linhagem de caçadores de hollows. No início da série ele tinha uma rivalidade com os outros personagens principais, pois ele tinha um profundo rancor contra todos os shinigamis, incluindo o Ichigo, mas com o decorrer da história se tornam amigos. No entanto, apesar de ser um amigo de Ichigo, ele sempre compete contra ele. O personagem é dublado na versão japonesa do anime por Noriaki Sugiyama e por Alfredo Rollo e Márcio Marconato na adaptação brasileira no anime e Pedro Alcântara no filme live action.
- Chad (チャド, Chado) cujo nome verdadeiro é Yasutora Sado (茶渡泰虎, Sado Yasutora)

É um dos amigos de Ichigo na escola. Ele é um estudante birracial japonês/mexicano que possui um tamanho fora do padrão. Apesar de sua aparência imponente, Chad é muito humilde e gentil, e geralmente recusa uma luta, só aceitando esta em casos extremos, muitas vezes para proteger aqueles que ama. Diferente de Ichigo e outros, Chad não possui o dom de visualizar espíritos inicialmente, mas isso muda quando este tenta proteger Karin (irmã de Ichigo) de um Hollow. Nesse encontro,ele adquire uma habilidade distinta dos outros, a qual fortalece seu braço direito por meio de uma espécie de armadura, possibilitando-o lutar de igual para igual com um Hollow. Eventualmente, Chad descobre que seu poder se assemelha bastante ao de um Fullbringer, e logo acaba se juntando a Xcution para ajudar Ichigo a recuperar seus poderes de shinigami perdidos durante A Batalha de Inverno. O personagem é dublado na versão japonesa do anime por Hiroki Yasumoto e por Cássius Romero na adaptação brasileira.
- Renji Abarai

Renji Abarai (阿散井 恋次, Abarai Renji) Reservado, quase sempre fica irritado com a presença de Ichigo Kurosaki. Tem tatuagens tribais na testa, Renji é um personagem bastante dinâmico. Sua personalidade varia de presunçoso e arrogante ao inquieto e deprimido depois de uma grande derrota, mas mostra-se um lutador incrivelmente sério e determinado, quando confrontado com uma ameaça real. Inicialmente, foi encarregado de prender Rukia Kuchiki, juntamente com o seu capitão e irmão mais velho de Rukia, Byakuya Kuchiki. Os dois foram para o mundo dos vivos, onde Renji derrotou Uryū Ishida mas foi vencido por Ichigo. Após cumprir sua missão, retorna a Soul Society e Rukia é mantida sob custódia esperando sua execução, porém antes disto acontecer, Ichigo chega a Soul Society para resgatá-la e Renji é novamente derrotado por Ichigo, após sua derrota, implorou para que o mesmo salvasse sua amiga. Sua história foi vivida em maior parte na cidade mais pobre no mundo dos mortos, até conhecer Rukia, e depois tornar-se um Shinigami. Durante o treinamento de Ichigo para desenvolver sua Bankai (secretamente) Renji aparece para treinar com ele e também passa a viver com o Ichigo secretamente como um humano comum, mas assume a forma de Shinigami para combater os Hollows com o grupo de Ichigo. Com o fim da saga da invasão dos Quincy na sociedade das almas, Renji se casa com Rukia e tiveram uma filha chamada Ichika. O personagem é dublado na versão japonesa do anime por Kentarō Itō e Reiko Kiuchi na versão infantil e por Élcio Sodré na adaptação brasileira.
- Kenpachi Zaraki

Kenpachi Zaraki (更木剣八, Zaraki Kenpachi) Embora ainda autocentrado e violento, suas ações tendem a ser o melhor e seu relacionamento com sua divisão e outros é sempre retratado comicamente. Esta mudança cômico está centrada principalmente em torno de suas aparições nas Bleach anime e omake histórias, com exceção da diatribe ocasional entre ele e Yachiru. Ele é descrito como tendo um péssimo senso de direção, e é freqüentemente representado em histórias omake pedindo seu tenente Yachiru para direções para um lugar particular (que então aponta aleatoriamente em uma direção, mesmo que ela mesma tem um terrível senso de direção). Zaraki vive para a batalha (evidenciado por seu método de atingir seu posto) e desfruta de uma boa luta mais do que qualquer outra coisa. Ele se restringe em batalha para prolongar e saborear a luta. Kenpachi acredita que lesão e morte não são mais do que o preço que se paga por uma boa luta.  O personagem é dublado na versão japonesa por Fumihiko Tachiki e por Wellington Lima na adaptação brasileira.

## Produção
A criação de "Bleach" veio do pensamento do mangaká em desenhar um Shinigami vestindo kimonos (sendo que a ideia acabou lhe servindo de base para o design de todos os shinigamis em geral), e assim criou o conceito da sua primeira personagem de Bleach, a Rukia Kuchiki. Após o cancelamento de seu mangá “Zombie Powder” na época, ele resolveu apresentar sua ideia de “Bleach” à redação da Jump. Mas ela foi rejeitada, e quando estava prestes a desistir, recebeu uma carta de encorajamento de Akira Toriyama (o autor de “Dragon Ball”), que havia lido e gostado muito do conteúdo. Trabalhando mais em sua ideia para “Bleach”, Kubo recebeu a luz verde para começar a publicar sua nova série em 2001. A princípio era para ser uma saga de média duração, acabando por volta de seu quinto ano de serialização, mas a série dura até os dias de hoje.
O processo de criação sempre foi centrado principalmente em torno do design dos personagens. Assim como os shinigamis, inúmeros elementos como kidous e zanpakutos foram também baseados na literatura japonesa. A terminologia utilizada em Bleach tem uma variedade de inspirações em vários estilos linguísticos diferentes para cada tipo de personagem; por exemplo, a maioria dos nomes para as zanpakutos e kidous usados pelos shinigamis são inspirados pela antiga literatura japonesa. As técnicas dos Quincys são em alemão, enquanto as criaturas hollows e os arrankars são em espanhol (Kubo ficou interessado em espanhol, porque para ele a linguagem soou "fascinante" e "suave"), para além de utilizar termos em inglês para os fullbringers. O uso destes termos em vários idiomas caracterizam o universo ficcional de Kubo. Kubo também citou várias influências para a série Bleach, variando de séries de mangás, músicas, línguas estrangeiras, arquitetura e cinema. A primeira influência de Tite Kubo veio de seu interesse nos monstros e no sobrenatural do mangá Gegege no Kitaro de Shigeru Mizuki, mangá que ele apreciou durante a infância. Ele se lembra de tentar esboçar seus personagens para tornar seus projetos mais simples que os de Mizuki.
Quanto a criação dos personagens, Tite Kubo gosta de criar personagens com aparências que não combinam com sua verdadeira natureza, um elemento que aparece muito nos personagens de Bleach, isso porque o autor se sente "atraído por pessoas com essa aparente contradição", e é por isso que ele "gosta de criar personagens assim enquanto ele trabalha". Nas primeiras tentativas de Kubo criar o projeto e, posteriormente, decidir se a personalidade do personagem será de acordo com o que ele desenhou. Desde criá-los assim, Kubo considera que cada personagem seja único e quer que cada um deles seja desenvolvidos ao longo da série. Já quando estava criando a aparência de Ichigo, Tite Kubo pensou em vários tipos de atributos do personagem que nunca foram adicionados à história (os esboços iniciais mostram Ichigo de óculos, cabelo preto e olhos calmos). Ao criar Rukia, esta acabou dando a Kubo idéias que modificaram Ichigo, e este aos poucos foi se contrastando com Rukia. Observando que Rukia seria inadequada para ser a protagonista da série, Kubo decidiu substituí-la no papel por Ichigo. Ele diz que junto de Orihime Inoue, Ichigo tem o rosto mais difícil de ser desenhado. E não só isso, Kubo admite que Ichigo foi o personagem mais trabalhado da série até então (enfatizando como cada ação de Ichigo muda o curso da história, bem como a forma que ele se sente ligado ao personagem).
Na realização das cenas de batalha, Kubo diz que se inspira nas músicas de rock e em outro mangá que também apreciou durante a sua infância, Os Cavaleiros do Zodíaco, de Masami Kurumada. Kubo também comenta que ele sempre imagina as lutas com os fundos vazios e, em seguida, ele tenta encontrar o melhor ângulo para fazê-lo. Ele tenta fazer com que as lesões pareçam bem realista, a fim de provocar nos leitores o sentimento de dor do personagem. Kubo menciona que às vezes ele está entediado, enquanto ilustrando, ele tenta adicionar algumas piadas no mangá para torná-lo mais bem-humorado. Quando perguntado sobre as relações amorosas entre certos personagens, Kubo responde dizendo que ele não quer transformar a série em uma história de amor, desde que ele acha que há aspectos mais interessantes sobre suas personalidades.

## Mídias

### Mangá
Os capítulos de Bleach foram escritos e ilustrados por Tite Kubo. No Japão, ele foram compilados e publicados pela editora Shueisha e serializados na revista semanal Weekly Shōnen Jump. A maioria dos nomes dos capítulos são escritos em inglês e tem katakana acima deles para indicar como eles são lidos em japonês, semelhante ao uso de caracteres furigana com caracteres avançados de kanji. A contagem total de capítulos publicados de Bleach e o número total de capítulos publicados em volume da série não coincidem. Isto é porque, além dos capítulos numerados, alguns capítulos são publicados com um número de capítulo negativo ou fracionada. Estes capítulos "negativos" tem histórias paralelas que envolvem eventos que precedem o principal enredo da série.
Os capítulos individuais que foram lançados foram compilados em volumes em formato tankōbon várias vezes por ano. Cada volume reunia cerca de 9 capítulos da história, juntamente com conteúdos extras, como esboços, características dos personagens, e um poema oferecendo uma visão sobre o personagem destaque da capa do volume. O primeiro volume foi lançado em 5 de janeiro de 2002 e o último em outubro de 2016 tendo um total 74 volumes tankobon publicados no Japão, tendo 685 capítulos lançados. A editora Shueisha publicou no Japão os primeiros 21 volumes do mangá compilados em seis coletâneas sob o nome de "Bleach: Resurrected Souls", para comemorar o décimo aniversário da série de Bleach. A primeira coleção "Bleach: Resurrected Souls" foi lançado em 22 de agosto de 2011; e a última foi publicada em 23 de janeiro de 2012.
No Brasil, o mangá é licenciado e publicado pela editora Panini desde julho de 2007.

### Anime
A série de anime Bleach foi exibida no Japão nas terças-feiras às 18:00 na TV Tokyo a partir de 5 de outubro de 2004 até 27 de março de 2012, exceto aos feriados. A série foi dirigida por Noriyuki Abe e produzida pela TV Tokyo, Dentsu, e Studio Pierrot. 88 compilações de DVD foram lançados pela Aniplex no Japão. Em 29 de julho de 2009, a Aniplex lançou uma coletânea chamada "TV Animation Bleach 5th Anniversary Box", que inclui 15 DVDs e três discos de bônus. Em 24 de novembro de 2010, a Aniplex lançou uma edição especial do DVD chamada "2004 & 2005 Bleach Jump Anime Tour", que contém os dois episódios OVAs—Memories in the Rain e The Sealed Sword Frenzy.
O anime foi exibido no Brasil dublado pela primeira vez em 2008 através do extinto canal pago Animax da 1.ª à 3.ª temporada, logo depois foi exibido da 3.ª à 5.ª temporada pelo canal substituto Sony Spin, porém com exibições apenas nas madrugadas, mais tarde foi retirado do ar junto com os outros animes que acompanhavam a programação, tendo um total de 109 episódios exibidos. O anime foi exibido através da PlayTV desde abril de 2014. Em março de 2016, a PlayTV anunciou a transmissão dos episódios 110 ao 167 do anime dublados, nunca exibidos nos canais onde Bleach era anteriormente exibido. O serviço de streaming Claro Video inclui as quatro primeiras temporadas da série dubladas. O DVD da série no país é lançada pela PlayArte. Em Portugal, o anime foi transmitido dobrado na SIC K e mais tarde na SIC Radical. Bleach foi exibido dublado até o episódio 229 na PlayTV, até o início de novembro de 2017, conseguindo exibir quase dois terços do anime com transmissão em dois horários diferentes.
Em 18 de março de 2020, após quase oito anos da exibição do último episódio da 16.ª temporada, a Weekly Shonen Jump confirmou através de seu Twitter o retorno do anime em 2021, a partir do arco Thousand-Year Blood War. A direção ficará por conta de Tatsuro Kawano, que trabalhou em obras como Kill la Kill e Boruto: Naruto the Movie.

### Músicas temas de aberturas e encerramentos
| Aberturas | Aberturas                                      | Aberturas | Encerramentos | Encerramentos                                         | Encerramentos |
| Nº        | Música Tema                                    | Episódios | Nº            | Música Tema                                           | Episódios     |
| --------- | ---------------------------------------------- | --------- | ------------- | ----------------------------------------------------- | ------------- |
| 1         | "* ~Asterisk~" (por Orange Range)              | 1-25      | 1             | "Life is Like a Boat" (por Rie Fu)                    | 1-13          |
| 1         | "* ~Asterisk~" (por Orange Range)              | 1-25      | 2             | "Thank You!" (por HOME MADE Kazoku)                   | 14-25         |
| 2         | "D-tecnoLife" (por UVERworld)                  | 26-51     | 3             | "Houki Boshi" (por Younha)                            | 26-38         |
| 2         | "D-tecnoLife" (por UVERworld)                  | 26-51     | 4             | "happy people" (por Skoop on Somebody)                | 39-51         |
| 3         | "Ichirin no Hana" (por HIGH and MIGHTY COLOR)  | 52-74     | 5             | "LIFE" (por Yui)                                      | 52-63         |
| 3         | "Ichirin no Hana" (por HIGH and MIGHTY COLOR)  | 52-74     | 6             | "My Pace" (por SunSet Swish)                          | 64-74         |
| 4         | "TONIGHT TONIGHT TONIGHT" (por Beat Crusaders) | 75-97     | 7             | "HANABI" (por Ikimono Gakari)                         | 75-86         |
| 4         | "TONIGHT TONIGHT TONIGHT" (por Beat Crusaders) | 75-97     | 8             | "MOVIN!!" (por Takacha)                               | 87-97         |
| 5         | "Rolling star" (por Yui)                       | 98-120    | 9             | "Baby It's You" (por JUNE)                            | 98-107        |
| 5         | "Rolling star" (por Yui)                       | 98-120    | 10            | "Sakura Biyori" (por Hoshimura Mai)                   | 110-120       |
| 6         | "ALONES" (por Aqua Timez)                      | 121-143   | 11            | "Tsumasaki" (por Ore Ska Band)                        | 121-131       |
| 6         | "ALONES" (por Aqua Timez)                      | 121-143   | 12            | "Daidai" (por Chatmonchy)                             | 132-143       |
| 7         | "After Dark" (por Asian Kung-Fu Generation)    | 144-167   | 13            | "Tane wo Maku Hibi" (por Atari Kousuke)               | 144-154       |
| 7         | "After Dark" (por Asian Kung-Fu Generation)    | 144-167   | 14            | "Kansha" (por Real Steel Project)                     | 155-167       |
| 8         | "CHU-BURA" (por Kelun)                         | 168-189   | 15            | "Orange" (por Lil'B)                                  | 168-178       |
| 8         | "CHU-BURA" (por Kelun)                         | 168-189   | 16            | "Gallop" (por Pe'zmoku)                               | 179-189       |
| 9         | "Velonica" (por Aqua Timez)                    | 190-214   | 17            | "Hitohira no Hanabira" (por Stereo Pony)              | 190-201       |
| 9         | "Velonica" (por Aqua Timez)                    | 190-214   | 18            | "Sky Chord ~Otona ni Naru Kimi he~" (por Tsuji Shion) | 202-214       |
| 10        | "Shoujo S" (por SCANDAL)                       | 215-242   | 19            | "Kimi wo Mamotte, Kimi wo Aishite" (por Sambomaster)  | 215-229       |
| 10        | "Shoujo S" (por SCANDAL)                       | 215-242   | 20            | "Mad Surfer" (por Kenichi Asai)                       | 230-242       |
| 11        | "Anima Rossa" (por Porno Graffitti)            | 243-265   | 21            | "Sakurabito" (por SunSet Swish)                       | 243-253       |
| 11        | "Anima Rossa" (por Porno Graffitti)            | 243-265   | 22            | "Tabidatsu Kimi" (por Real Steel Project)             | 254-265       |
| 12        | "chAngE" (por miwa)                            | 266-291   | 23            | "STAY BEAUTIFUL" (por Diggy-MO')                      | 266-278       |
| 12        | "chAngE" (por miwa)                            | 266-291   | 24            | "echoes" (por Universe)                               | 279-291       |
| 13        | "Ranbu no Melody" (por SID)                    | 292-316   | 25            | "Last Moment" (por Spyair)                            | 292-304       |
| 13        | "Ranbu no Melody" (por SID)                    | 292-316   | 26            | "Song for..." (por ROOKiEZ is PUNK'D)                 | 305-316       |
| 14        | "BLUE" (por ViViD)                             | 317-342   | 27            | "Aoi Tori" (por Fumika)                               | 317-329       |
| 14        | "BLUE" (por ViViD)                             | 317-342   | 28            | "Haruka Kanata" (por Unlimits)                        | 330-342       |
| 15        | "HARUKAZE" (por SCANDAL)                       | 343-366   | 29            | "Re:pray" (por Aimer)                                 | 343-354       |
| 15        | "HARUKAZE" (por SCANDAL)                       | 343-366   | 30            | "MASK" (por Aqua Timez)                               | 355-366       |

### Filmes
Até agora, foram lançados quatro filmes de Bleach, todos foram dirigidos por Noriyuki Abe, o mesmo diretor da série de anime. Nenhum dos filmes adapta a história do mangá. Cada filme apresenta um enredo original.
O primeiro filme, "Bleach: Memories of Nobody" foi lançado no Japão em 16 de dezembro de 2006, e a sua versão em DVD foi lançada em 5 de setembro em 2007. O segundo filme foi "Bleach: The DiamondDust Rebellion", lançado em 22 de dezembro de 2007, e a sua versão em DVD foi lançado em 3 de Setembro de 2008. Mais tarde, o terceiro filme, "Bleach: Fade to Black" estreou em 13 de Dezembro de 2008 no Japão. O filme foi lançado em DVD em 30 de setembro de 2009. E o último filme lançado "Bleach: Jigoku-hen" estreou em 4 de dezembro de 2010 e sua produção foi supervisionada pelo criador do mangá, Tite Kubo. Além disso, em março de 2010, a Warner Bros. anunciou que vai criar uma adaptação para o cinema da série em live-action, que seria produzido por Peter Segal e Michael Ewing, porém, nada mais foi noticiado e o projeto ficou arquivado.
Uma adaptação em fillme live-action de mesmo nome produzido pela Warner Bros. dirigido por Shinsuke Sato e estrelado por Sōta Fukushi foi confirmado e estreou nos cinemas no Japão em 20 de julho de 2018 e na Netflix no Brasil e no mundo em 14 de setembro.

### Trilha sonora
Até agora, foram publicados onze trilhas sonoras para o anime e os filmes, feitas por Shirō Sagisu. O primeiro álbum compilado, "Bleach: Original Soundtrack", foi lançado em 18 de maio de 2005 e continha vinte e cinco faixas, incluindo algumas músicas-temas de abertura e encerramento. Seguido por um segundo CD, "Bleach: Original Soundtrack II", que foi lançado em 2 de agosto de 2006, com um total de vinte faixas. Também, o álbum "Bleach: The Best", que continha as versões completas das primeiras doze músicas-temas de abertura e encerramento da série foi lançado para vendas em 13 de dezembro de 2006. O terceiro, "Bleach: Original Soundtrack III", foi lançado em 5 de novembro de 2008 e continha vinte e sete faixas. Mais tarde, lançou o quarta disco, "Bleach: Original Soundtrack IV", que foi compilado em 16 de dezembro de 2009 e continha trinta faixas.
Também, cada filme tem o seu próprio álbum, "Bleach: Memories of Nobody Soundtrack" foi lançado em 13 de dezembro de 2006, seguido por "Bleach: The DiamondDust Rebellion Soundtrack", lançado em 19 de janeiro de 2007. Enquanto que, "Bleach: Fade to Black - Kimi no na o yobu Soundtrack" foi lançado em 10 de dezembro de 2008, e por último, "Bleach: Jigoku-hen Soundtrack", que foi lançado em 1 de dezembro de 2010, cada álbum continha mais de vinte faixas.
Outros álbuns como "Bleach: Best Tunes" também foi lançado para venda; similar a "Bleach: The Best", este álbum contém doze outras músicas-temas de abertura e encerramento. Por outro lado, oito CDs drama foram produzidos para a série, que foram interpretadas por vários seiyū do anime. No entanto, estes CDs de drama só foram incluídos como parte dos lançamentos de DVD dos episódios. The Bleach Beat Collections são álbuns lançados pela Sony Music, no qual também participaram vários seiyū do anime, que forneceram informações sobre as personalidades dos personagens que interpretam, bem como as suas próprias personalidades. O primeiro álbum foi lançado em 22 de junho de 2005, tendo o total de vinte volumes lançados.

### Jogos eletrônicos
Como outras séries, Bleach criou numerosos jogos eletrônicos e eles têm aparecido em vários tipos de consoles. A história de seus jogos eletrônicos tem foco no enredo original da série. No entanto, alguns jogos diferentes desenvolvem histórias e personagens originais. A maioria dos jogos eletrônicos da série são de luta, mas os jogos também incluía outros gêneros, como RPG e aventura. Além disso, todos os jogos são lançados nos consoles da Sony e desenvolvidos pela empresa Sony Computer Entertainment. Enquanto os jogos no console do GameCube da Nintendo são desenvolvidos por Treasure Co. Ltd e distribuídos pela Sega.
O primeiro jogo de Bleach foi lançado em 24 de março de 2005 para o console PlayStation Portable, e foi nomeado "Bleach: Heat the Soul". Embora tenham criado mais de vinte jogos da série, a maioria destes são exclusivos no Japão, mas a Sega lançou os três primeiros jogos nos consoles Nintendo DS e Wii da Nintendo primeiro nos EUA, Europa e Austrália. Além disso, vários personagens de Bleach aparecem nos jogos crossover "Jump Super Stars" e "Jump Ultimate Stars", que são jogos de luta onde todos os personagens são dos mangás serializados na Shonen Jump.
Em 2015, foi lançado um novo jogo da franquia, nomeado de "Bleach: Brave Souls", lançado pela KLab Games, para Android e iOS. Em maio de 2019, o jogo chegou à marca de 40 milhões de downloads em todo o mundo.
Em 2018, foi confirmado que Ichigo Kurosaki, Sōsuke Aizen e Rukia Kuchiki estarão no jogo Jump Force, o próximo jogo crossover da Shonen Jump que será lançado em 2019.
Um novo jogo “Bleach: Rebirth of Souls“, no formato de luta em arena 3D da Bandai Namco Entertainment, programado para ser lançado no início de 2025. O jogo estará disponível para PlayStation 5, PlayStation 4, Xbox Series X|S e PC via Steam.

### Musicais
Bleach também foi adaptado em uma série de musicais de rock, onde foram produzidos em conjunto com a Pierrot e Nelke Planning. Houve cinco musicais baseados na saga do mangá "Shinigami Substituto" e na saga "Soul Society", e houve também outras duas produções que não seguiram o enredo da série, conhecidas como "Bleach: Live Bankai Shows" e "Bleach: Live Bankai Shows II". O primeiro musical de Bleach foi nomeado "Rock Musical Bleach — Saien" e teve a sua estreia em 17 a 28 de agosto de 2005, em Shinjuku, Tokyo. Todos os musicais foram dirigidos por Takuya Hiramitsu. E o roteiro foi adaptado por Naoshi Okumura, enquanto a música foi composta pelo dramaturgo Shoichi Tama. Além disso, as músicas usadas nos musicais são todas originais, para que eles não se baseia-sem na trilha sonora do anime. Alguns dos atores envolvidos nestes musicais são Tatsuya Isaka, que interpretou Ichigo Kurosaki, Miki Sato, como Rukia Kuchiki e Eiji Moriyama, como Renji Abarai.

### Jogos de cartas
A empresa japonesa Bandai tem produzido vários jogos de cartas colecionáveis baseados em Bleach, e o primeiro jogo, nomeado "Bleach: Soul Card Battle", foi colocado à venda no Japão em 2004.
Os jogos de cartas colecionáveis foram desenhados por Aik Tongtharadol, e só poderia jogar entre duas pessoas. O jogo consistia em que cada jogador começasse com, pelo menos, sessenta e uma cartas, e um jogador perdia quando os pontos de suas cartas chegasse a zero. As cartas do jogo foram classificadas em três tipos diferentes: de reforço, aumento de energia e de aumento de cartas.

### ArtbookseLight novels
Como parte de uma franquia, foram criados livros complementares de Bleach, tais como os artbooks, embora este foi publicado apenas um. O artbook, nomeado "Bleach: All Colour But The Black (BLEACHイラスト集All　Colour　But　The　Black)", foi lançado em 4 de dezembro de 2006 no Japão. O livro dá uma visão geral de todos os personagens da série nos primeiros dezenove volumes. Ele também inclui alguns comentários do autor Tite Kubo, onde o mangaká revela várias histórias exclusivas não reveladas no mangá.
Além disso, quatro databooks da série também foram publicados. Os dois primeiros foram "Bleach: Official Character Book Souls (BLEACH ―ブリーチ― OFFICIAL CHARACTER BOOK SOULs)", e "Bleach: Official Animation Book Vibes (BLEACH ―ブリーチ― OFFICIAL ANIMATION BOOK VIBEs)", eles foram lançados em 3 de fevereiro de 2006. O terceiro, "Bleach Official Bootleg: KaraBuri+ (BLEACH　OFFICIAL　BOOTLEG　カラブリ+)" foi lançado em 3 de agosto de 2007. Além disso, um guia de personagem chamado "«Tedious Everyday Tales Colorful Bleach» (徒然日常絵詞 カラフル ブリーチ, Tsuredure Nichijou Ekotoba Karafuru Burīchi)" foi publicado na revista V-Jump, o guia continha várias histórias curtas sobre elementos ficcionais da série. Os omakes incluídos no terceiro databook foram muito semelhantes aos incluídos no estilo do mangá, eles revelam mais da vida cotidiana dos personagens da série. O quarto e último livro, "«Bleach: Official Character Book 2: MASKED» (BLEACH―ブリーチ―　OFFICIAL　CHARACTER　BOOK　2)", foi publicado em 4 de agosto de 2010. Este livro revela os detalhes dos personagens que apareceram cem anos antes da história original da série.
A série também foi adaptada em duas light novels, onde foram escritas e ilustradas por Tite Kubo e Makoto Matsubara. Ambas as novels foram publicadas pela editora Shueisha e são baseadas no enredo da série. A primeira novel, "Bleach: Letters From The Other Side", foi publicado em 15 de Dezembro de 2004, enquanto a segunda, "Bleach: The Honey Dish Rhapsody", foi lançada em 30 de outubro de 2006.

## Burn The Witch
Em julho de 2018, o autor Tite Kubo lançou um mangá one-shot publicado pela Weekly Shōnen Jump do mesmo universo de Bleach chamado Burn The Witch. A história se passa na Inglaterra onde existem magos, bruxas e dragões. E como Bleach tem uma Soul Society no oriente, em Burn The Witch existe uma outra Soul Society no ocidente. Foi confirmado também que uma versão serializada em mangá vai ser publicado no verão de 2020 e vai ganhar um longa metragem animado no final do ano.

## A volta do anime
Após 8 anos de hiato, foi confirmado que o anime Bleach vai voltar em 2021 com o arco final "A Guerra Sangrenta dos 1000 Anos" como parte do projeto "Bleach Face Again", projeto esse que comemora os 20 anos do mangá. Foi anunciado na Jump Fest 2022 que o anime vai estrear em outubro de 2022. 

## Recepção

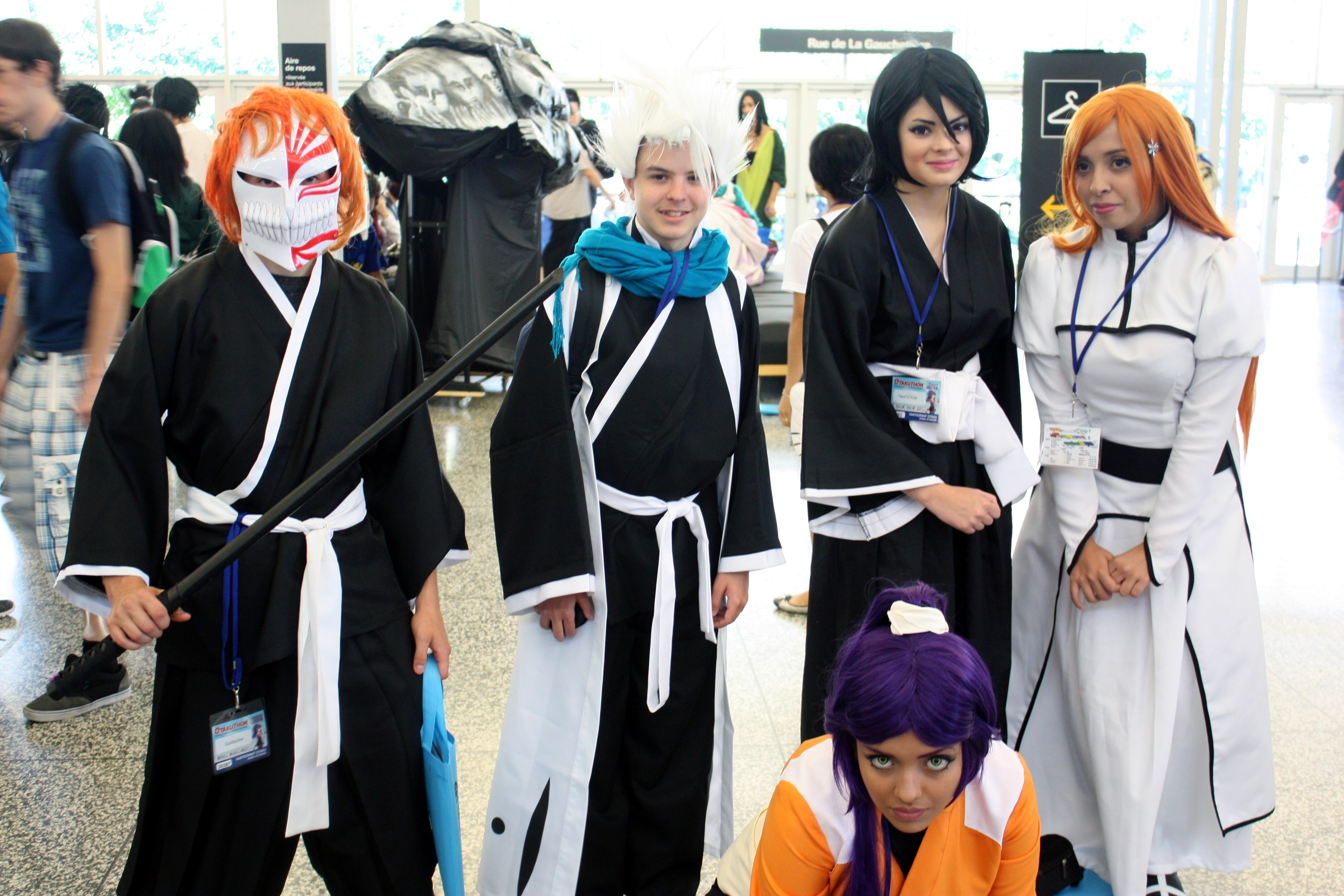
Fãs fazendo cosplay de alguns personagens de Bleach, foto de 2014.

Bleach já vendeu um total de 120 milhões de cópias, sendo a sexta série mais vendida da Weekly Shōnen Jump. Em 2005, o mangá ganhou o prêmio Shōgakukan na categoria shōnen, um dos prêmios anuais mais prestigiados do Japão. Posteriormente, em um ranking publicado pela TV Asahi sobre os cem melhores animes de 2006, Bleach alcançou o sétimo lugar. Ademais, em 2008 foi o quinto mangá mais vendido no Japão, enquanto que em 2009 foi o terceiro, somente sendo superado por One Piece e Naruto respectivamente. No total, Bleach já vendeu mais de 84 milhões de cópias só no Japão desde a sua primeira publicação, e continua a vender muito bem comercialmente, apesar de declínios significativos no mercado de mangás japonês.
Nos Estados Unidos, Bleach foi nomeado aos prêmios de "melhor mangá " e "melhor tema " no American Anime Awards em 2006 e 2007, porém não venceu em nenhuma das categorias. No Reino Unido, o anime Bleach foi premiado em 13 de setembro de 2007 no evento Anime Central.
Várias publicações de diferentes mídias têm elogiado e criticado a série. Deb Aoki de About.com considera Bleach como o melhor mangá shōnen de 2007, juntamente com Eyeshield 21, colocando-o na lista dos dez melhores mangás do gênero, e elogiando "a história, as sequências de ação e o grande desenvolvimento dos personagens." No entanto, o revisor da Mania.com – Jarred Pine criticou a série como " repleto de personagens estereotipados " e, em sua opinião, o início da série era desolador, com batalhas medíocres que não chamam a atenção do leitor e uma má introdução do personagem principal, Ichigo Kurosaki, cuja principal característica era o seu desejo de proteger os outros. Apesar disso, Pine observa que pessoalmente amou a série.
Por outro lado, Carlo Santos do Anime News Network elogiou a adaptação do anime, descrevendo-o como "um anime incrivelmente divertido". Mary Lin do Animefringe disse que gostou das variedades de personagens. Também elogiou a série pela sua atenção aos detalhes, o saldo de gravidade e comédia. Lin acrescentou que "o anime merece sua popularidade. Tem algo para todos: sobrenatural, comédia, ação e um pouco de romance, todos juntos, com uma excelente animação e uma trilha sonora muito entusiasmada". Adam Arseneau do DVD Verdict disse que Bleach é uma "série que melhora a cada capítulo" e seus personagens são" surpreendentemente bem desenvolvidos e projetados". Além disso, Holly Ellingwood do Active Anime elogiou o anime pela perfeição dos seus gêneros "emoção, humor e sobrenatural". No seu ponto de vista, a série "fez um trabalho maravilhoso, e não apenas nos episódios, mas também com o elenco de apoio." também elogiou a série por seus efeitos especiais e seu enredo intrigante, uma mistura brilhante de ação, comédia e personagens cativantes".